# Cour d'appel de la Saskatchewan
La Cour d'appel de la Saskatchewan (Court of Appeal for Saskatchewan en anglais) est le plus haut tribunal de la Saskatchewan au Canada. Elle est composée de huit juges dont le juge en chef qui sont nommés et rémunérés par le gouvernement fédéral. Elle est gouvernée par The Court Appeal Act de 2000. Elle reçoit les appels de la Cour du Banc de la Reine pour la Saskatchewan et d'autres tribunaux administratifs. Elle siège à Regina. Elle a d'abord été créée le 1er mars 1918 lors de l'entrée en vigueur de The Court of Appeal Act de 1915.

## Annexe